# Porophyllum
Porophyllum es un género de plantas fanerógamas perteneciente a la familia de las asteráceas.  Comprende 101 especies descritas y de estas, solo 27 aceptadas. Son subarbustos nativos de las Américas. Como su nombre indica, sus hojas a menudo tienen grandes glándulas que producen aceites aromáticos que dan un fuerte olor. Muchas especies se utilizan en la cocina.

## Descripción
Son hierbas anuales o perennes, subarbustos o arbustos, glabros o pubescentes, frecuentemente con olor fuerte; tallos delgados o robustos, frondosos. Hojas alternas u opuestas, simples, lineares a ovadas, márgenes enteros o gruesamente crenados, variadamente punteadas con glándulas pelúcidas. Capitulescencias de capítulos solitarios, terminales, cimas frondosas paniculiformes de pocos capítulos o corimbiformes, pedúnculos cortos a alargados, delgados a marcadamente fistulosos; capítulos discoides; involucros cilíndricos a campanulados; filarias 5–9, en 1 serie, angostas, libres o connadas en la base, variadamente punteadas; receptáculos planos a convexos, desnudos; flósculos todos perfectos y fértiles, las corolas blanquecinas, amarillentas, verdosas o purpúreas, el tubo corto a largo, igual o casi desigualmente 5-lobado; ramas del estilo muy largas, delgadas, hírtulas. Aquenios cilíndricos o angostamente obpiramidales, longitudinalmente estriados, variadamente pubescentes; vilano de numerosas cerdas delgadas y escábridas.

## Taxonomía
El género fue descrito por Jean Étienne Guettard y publicado en Histoire de l'académie royale des sciences. Avec les mémoires de mathématique & de physique 1750: 377–378. 1754.	La especie tipo es: Porophyllum ruderale (Jacq.) Cass. 

## Especies seleccionadas
- Porophyllum amplexicaule
- Porophyllum angustissimum
- Porophyllum arenosum
- Porophyllum aridicola
- Porophyllum gracile hierba del venado
- Porophyllum linaria, pipicha, chepite, escobeta, pápalopepicha
- Porophyllum ruderale[4]